# Paul Morgan (Geistlicher)
Paul William Morgan (* 1964) ist ein britischer Geistlicher.

## Leben
Paul William Morgan war zeitweise Distriktoberer der Priesterbruderschaft St. Pius X. im Vereinigten Königreich und lehnte in dieser Eigenschaft im Jahr 2011 die Einigungsvorschläge der römisch-katholischen Kirche ab.
1988 von Marcel Lefebvre zum Priester geweiht, arbeitete Morgan zunächst vier Jahre in London. 1992 begann er zusammen mit Stephen Abraham für die Piusbruderschaft auf den Philippinen zu missionieren, nachdem zunächst Patrice Laroche dort einen sondierenden Besuch gemacht hatte. 1996 kehrte er nach England zurück, wo er zwei Jahre lang die St Mary's School leitete, ehe er für fünf Jahre nach Post Falls in Idaho wechselte. Bis 2015 diente er dann der Bruderschaft als „district superior“ von Großbritannien, Irland und Skandinavien, legte danach ein Sabbatjahr in Montgardin ein und wurde 2016 Prior in Vancouver. 
Im August 2017 reichte er sein Rücktrittsgesuch ein. In einem Interview im Jahr 2017 erklärte er, seitdem kein Apostolat mehr zu haben, aber zahlreiche Gemeinden zu besuchen, Messen zu feiern etc. Unter der Überschrift „Fake Resistant Cartel“ wurde im Jahr 2018 die angebliche Unabhängigkeit Morgans hinterfragt: „Fr. Paul Morgan may look like just an independent priest, until one scratches the surface and looks a little closer. He is always over at Avrillé to take part in whatever function Bishop Williamson, Bishop Zendejas or Bishop Faure (often all three) are there to perform. His online catechism is promoted on the website of the “seer” Dawn Marie Anderson [...] his Mass times and other sacraments are not public but for those in the know only“. Morgan und Konsorten seien nicht grundsätzlich unabhängig, sondern nur „independent“ von allen, die nicht auf der Linie des Bischofs Williamson seien. Der Textabschnitt endete mit den Sätzen: „The truth is that such priests are part of an organisation - just a secret one. A cartel. A secret society. Call it what you will. What is hardest to forgive is the lack of basic honesty or genuine care for souls. What is most hair-raising is why. This is not how the Catholic Church operates; it is, however, the way in which her enemies have always operated. Beware.“ Hatte sich Morgan im Jahr 2009 noch gegen die rassistische und antisemitische Einstellung Richard Williamsons positioniert, so ließ er sich im Jahr 2022 mehr oder weniger heimlich von Williamson und Giacomo Ballini zum Bischof weihen.
Morgan leitete 2025 die Begräbnisfeierlichkeiten für Richard Williamson in der Westgate Hall in Canterbury, nachdem die Piusbruderschaft es abgelehnt hatte, eine ihrer Liegenschaften dafür zur Verfügung zu stellen. Wenig später wurde bekannt, dass sowohl Paul Morgan als auch Giacomo Ballini es zugelassen hatten, dass ein Mann, der zeitweise Unterschlupf bei Williamson in Broadstairs gefunden hatte, nachdem er wegen Kindesmissbrauchs seinen Status als Priester verloren hatte, in England und Irland Messen las, Beichten hörte etc., dass sie aber auf diesbezügliche Klagen und Nachfragen von Gläubigen nicht reagierten.